# Kreisgericht Groß-Strehlitz
Das Kreisgericht Groß-Strehlitz war ein preußisches Kreisgericht in der damaligen preußischen Provinz Schlesien mit Sitz in Groß-Strehlitz.

## Geschichte
1849 wurden in Preußen einheitlich Kreisgerichte geschaffen. Hierbei wurde die Patrimonialgerichtsbarkeit abgeschafft und die Patrimonialgerichte aufgehoben. Auch die staatlichen Gerichte wurden aufgehoben. Dies betraf das Stadtgericht Ujest. Es entstand nun das Königliche Kreisgericht Groß-Strehlitz. Es umfasste den Kreis Groß Strehlitz. Zuständiges Appellationsgericht war das Appellationsgericht Ratibor.
Eine Gerichtskommission, also eine Zweigstellen des Gerichtes mit weniger als drei Richtern, wurden in Ujest eingerichtet.
Am Gericht waren 1870 ein Direktor und acht Kreisrichter eingesetzt. Die Zahl der Gerichtseingesessenen betrug 60.003. Das zuständige Schwurgericht war das Kreisgericht Oppeln. Gerichtstage wurden in Gogolin, Leschnitz und Zawadzkie gehalten.
Im Rahmen der Reichsjustizgesetze wurde das Gerichtswesen in Deutschland 1879 vereinheitlicht. Damit wurde das Kreisgericht Groß-Strehlitz aufgehoben und das königlich preußische Amtsgericht Groß-Strehlitz mit Wirkung zum 1. Oktober 1879 als eines von 13 Amtsgerichten im Bezirk des Landgerichtes Oppeln als Nachfolger gebildet. Auch die Gerichtskommission wurde 1879 in ein Amtsgericht umgewandelt (Amtsgericht Ujest).